# Spectres de Marx
Spectres de Marx est un livre du philosophe français Jacques Derrida paru aux éditions Galilée en 1993. Il fait suite à une conférence prononcée à l'université de Californie à Riverside la même année, lors d'un colloque consacré à la pensée de Karl Marx intitulé Whither marxism? (Où va le marxisme ?). Jacques Derrida introduit dans ce livre la notion de spectralité et suscite la controverse chez les intellectuels marxistes par sa méthode de la déconstruction. La conférence était dédiée à la mémoire du communiste Chris Hani, militant contre l'apartheid, assassiné le 10 avril 1993.

## Plan
- Exorde
- Chapitre 1 : Injonctions de Marx
- Chapitre 2 : Conjurer — le marxisme
- Chapitre 3 : Usures (tableau d'un monde sans âge)
- Chapitre 4 : Au nom de la révolution, la double barricade (« impure impure impure histoire de fantômes »)
- Chapitre 5 : Apparition de l'inapparent : l'« escamotage » phénoménologique

## Résumé
La notion de spectralité présente dans le titre trouve son origine dans les premières lignes du Manifeste du parti communiste, où Karl Marx écrit : « Un spectre hante l'Europe — le spectre du communisme ». 
Derrida commente ce passage en rapport avec la scène d'apparition du spectre dans Hamlet de Shakespeare. Le spectre qui est pensé comme un spectre à venir à l'époque où Marx écrit son texte est pensé par Derrida comme un spectre venu du passé. La notion de spectralité permet de penser cette identité, que Derrida appelle l'hantologie. La question est posée de l'héritage du marxisme et de « l'esprit de Marx » à l'époque de la chute du communisme (chapitre 1). 
Derrida critique la thèse de Francis Fukuyama inspirée d'Alexandre Kojève concernant la fin de l'histoire  et la preuve historique d'une suprématie de la démocratie libérale (chapitre 2). 
Il fait état, au contraire, de « dix plaies » du « nouvel ordre mondial » en vue d'une « nouvelle Internationale » (chapitre 3). 
Il entre enfin dans une analyse littérale des textes où apparaît dans la philosophie de Marx lui-même la notion de spectralité : le Manifeste, mais aussi Le dix-huit Brumaire de Louis Napoléon Bonaparte, L'Idéologie allemande et Le Capital (chapitres 4 et 5).

## Auteurs cités
William Shakespeare, Karl Marx, Paul Valéry, Maurice Blanchot, Martin Heidegger, Francis Fukuyama, Sigmund Freud, Hegel, Victor Hugo, Alexandre Kojève, Michel Henry, Emmanuel Lévinas, Max Stirner, Allan Bloom, Étienne Balibar.

## Critiques
Le livre a donné lieu à des questions et objections de lecteurs en majorité marxistes comme Pierre Macherey, Terry Eagleton, Fredric Jameson, Werner Hamacher, Aijaz Ahmad (en) ou Toni Negri rassemblées dans un ouvrage en anglais paru en 1999 (Ghostly Demarcations). Jacques Derrida a répondu dans l'ouvrage Marx & Sons en 2002.